# ロックマンゼロ4
『ロックマンゼロ4』（ROCKMAN ZERO4）は、2005年4月21日にカプコンから発売されたゲームボーイアドバンス専用のアクションゲームである。2015年6月3日より、Wii Uのバーチャルコンソールにて配信開始。キャッチコピーは「すべてがゼロになる。」。

## 概要
ロックマンゼロシリーズ4作目にして、シリーズ最終作。これまで描かれなかった人間がクローズアップされている他、エックスや四天王など多数のメインキャラが登場しない（これは製作者が「心残り」と言っている部分でもある）等、前3作とは雰囲気の異なる作品となっている。
ボイスは前作から更に強化され、ボスのボイスがミッション時とボスラッシュ時とで一部変化するほか、オープニングナレーションやエンディングテーマまで入れられている。
また、初心者用に本シリーズとしては初めてイージーモードが搭載された。「アルティメットモード」もこれまでとは違い、設定したレベルまでのサイバーエルフの全能力を一度に使う事ができるモードに変更されている。

## システムの変更点
- 天候を変更する事でステージ難易度に影響を及ぼす「ウェザーチェンジシステム」が導入された。
- 敵のパーツからチップを作り出す「アイテム・レシピ・システム」が登場。
- サイバーエルフが、1種類のエルフに様々な能力をコピーして使用するという形になった。
- 最初から8体のボスのいるステージ全てを選択可能（前作までは前半後半で4ステージずつに分かれていた）になった。
- リザルトに関係なく、天候次第でEXスキルが取得可能になった。これにより、全てのEXスキルを取得するのも比較的容易になっている。
- サブタンクやパーツ入手時、画面下部に一行メッセージが表示される形式から、画面左上に獲得したアイテム名が表示される形式に変更された。

## ストーリー
バイルの支配から逃れるためにネオ・アルカディアから脱走する人間・レプリロイド達が増加し、レジスタンスも脱走者達の救助活動を始めていた。ゼロ達は自然が唯一残った場所である「エリア・ゼロ」を目指す人間達を助ける。バイルは既に「エリア・ゼロ」に目をつけており、新たな部下達に狙わせる。当然ゼロは全員の迎撃に応じる。最後の戦いになる事も露知らず…

## 登場キャラクター
一部のキャラクターの詳細に関しては、ロックマンゼロシリーズ参照。

### メインキャラクター
ゼロ（Zero）
声 - 風間勇刀
本作の主人公。現在はレジスタンスの大型トレーラーで各地を回り、バイル軍から人々を守る為に戦っている。
シエル（Ciel）
声 - 田中理恵
ネオ・アルカディアで科学者をしていた人間の少女。レジスタンスの大型トレーラーに同乗し、バイル軍から人々やレプリロイドを守る為に奔走している。
今までレプリロイドのために戦ってきたが、ネオ・アルカディアから脱走したキャラバンの人間達がレプリロイドを憎んでいる事を知り、心を痛める。
ネージュ（Neige）
声 - 後藤邑子
人間の女性ジャーナリストで、ネオ・アルカディアから脱走した人間達の一人。かつてクラフトに助けられたことがある。
バイル（Vile）
声 - 大塚周夫
100年前に妖精戦争を引き起こし、ネオ・アルカディアを追放された科学者。レプリロイドを復活させる技術に長ける。本作では最終ボスとしても登場。
前作でコピーエックスを利用して自爆させた後、ネオ・アルカディアの支配者となり、自らに逆らった者は人間・レプリロイドを問わず処分する独裁体制を作り上げている。
人間・レプリロイド双方を憎んでおり、その理由が終盤で明らかとなる。
クラフト（Kraft）
声 - 三宅健太
ビームキャノンや様々な隠し武器で戦う戦闘用レプリロイドで、バイルの部下。駆け出しだった頃のネージュの取材を受け、真実を人々に伝えようと戦っている彼女に感銘を受けている。脱走したネージュを探す為ラグナロク作戦に参加した。
資源に乏しい世界で生きるにはバイルの支配を受けるしかないと考えていたが、ネージュの言葉に心を動かされ、最終的にバイルに反旗を翻す。ラグナロクの照準をバイルのいるネオ・アルカディア中心部に向け、イレギュラーとなる事も辞さず多くのネオ・アルカディア市民もろともバイルを滅ぼそうとしたが、ゼロとの死闘の末に敗北。最後は世界をゼロに託し、命を落とす。

### サブキャラクター

#### レジスタンス
前作までの拠点だったレジスタンスベースを離れているため、今回は登場するメンバーが少ない。
セルヴォ（Cerveau）
レジスタンスの技術者。武器「ゼロナックル」の開発者であり、ゼロの戦闘性能を強化するチップを敵パーツから製造してくれる。
アルエット（Alouette）
レプリロイドの女の子。本作ではゼロや一部のレジスタンス達と共に行動する。新型サイバーエルフの飼育係を担当する。
シエルと同様、キャラバンの人間達がレプリロイドを憎んでいる事を知って心を痛めていた。
ルージュ（Rouge）
声 - 今井由香
茶髪で、赤いヘアバンドを付けた長い髪の女性型オペレーター。目をバイザーで伏せている。
イロンデル（Hirondelle）
情報通でゼロにあらゆる情報を教える。
フォコン（Faucon）
レジスタンスの戦闘員。ミッションで不在になっているゼロの代わりにトレーラーの見張りをする。
ジョーヌ（Jaune）
金髪で短い髪の女性型オペレーター。ルージュと同様、目をバイザーで伏せている。今回はレジスタンスベースにおり、通信画面でのみの登場。
コルボー（Colbor）
レジスタンスのメンバー。終盤に通信でのみ登場。

#### 人間達
ネオ・アルカディアを出て数少ない自然のある場所「エリア・ゼロ」に移住して来た。戦争の原因としてレプリロイドを激しく嫌っていたが、レジスタンスによってネージュが救出されて以降は、ゼロ達を信用するようになる。
トルナード（Tornado）
声 - 日比愛子
ネオ・アルカディアを激しく嫌っている少年。
ラファール（Rafale）
グループのリーダー的存在。
タンペート（Tempete）
荷物の見張り役。レプリロイドではエックスだけ信頼している。
ブリズ（Brise）
レプリロイドに対して敵意を持っていない女性。ゼロにも好意的に接してくれる。終盤の会話にて、彼女の祖母が1～3に登場したアンドリューの教え子であったことがほのめかされている。
ティフォン（Typhon）
レプリロイドに対して敵意を持っていない少年。ゼロを兄のように慕っている。

### ボスキャラクター

#### アインヘルヤル八闘士
クラフトの部下である8体のミュートスレプリロイド達。その中でティターニャンとマンドラゴは女性である。
天翔ける神槍 ペガソルタ・エクレール（Pegasolta Eclair）
声 - 渋谷茂
気象操作用大型空中ユニットを管理するペガサス型。ユニットの要塞化と共に自らも戦闘用としての改造を受ける。機動力と電撃槍によるヒット・アンド・アウェイ戦法が得意。空中ユニットから発生させる酸性雨や雷を使った自然破壊作戦を実行する。自惚れの強い性格。「エクレール」は、フランス語で「雷」の意。
熱愛の蝶姫 ソル・ティターニャン（Sol Titanian）
声 - 中島沙樹
チョウ型。火炎放射器・機雷等武装している。コギャル口調。同型機のオベロン（理性回路、熱量調整担当）とペアで人工太陽を管理していたが、施設制圧に派遣されたバイル軍によって回路同調中であったオベロンが破壊され暴走、バイル軍を撃破。以後己の破壊衝動のままに行動する様に。改造された人工太陽の熱でエリア・ゼロを砂漠化させようとしている。同じく女性型のマンドラゴとは仲が悪い。
凍月軍狼 フェンリー・ルナエッジ（Fenry Lunaedge）
声 - 柿原徹也
オオカミ（フェンリル）型。妖精戦争時代に作られた軍用レプリロイドで、サイバーエルフと融合し推進力を高めたが起動時に暴走し、コールドスリープ施設ごと封印されていた。復活後はバイルの新たな軍代わりにとコールドスリープ施設に封印されている物を復活させる任につく。自身が施されたコールドスリープの技術が応用されているマンドラゴとコカペトリに対し、潜在的な苦手意識を持っており、ソリが合わない模様。
崩蝕の樹婦人 ノービル・マンドラゴ（Noble Mandrago）
声 - 鷹村遊
マンドレイク型。光動力ナノマシンで自己再生が出来、それでメカニロイドや植物を操る。環境の維持・再生を行っていたが、バイルの改造により「再生のためには自然は完全な管理下におかれるべきであり、その為ならば一時的な破壊もやむなし」という考えを植え付けられる。占拠したレジスタンスの基地から領土を拡大、エリア・ゼロの地熱を全て奪おうとしている。同じく女性型のティターニャンとは仲が悪い。
双極の角頭王 ミノ・マグナクス（Mino Magnus）
声 - 藤本たかひろ
電磁マスドライバー施設の一部だったミノタウロス型。金属や自分の体のパーツを磁力で操作する機能を持つ。最大出力で戦うとネオ・アルカディア都市一区画分の電力を消費し、電子頭脳にも会話が遅くなる副作用が起こっている。大規模な磁場区域を設置し、電磁パルスでエリア・ゼロの環境維持システムを壊そうとする。作戦志願理由は「腹いっぱい喰えそうだから」（バイルから出された無制限エネルギー供給という条件に乗ったため）。
回天の死聖 ヒート・ゲンブレム（Heat Gemblem）
声 - 今村直樹
カメ（玄武）型。一人称が「自分」、語尾が「であります」と言った軍人風の口調で喋る。太陽光チャージ式大型荷電粒子砲の動力部に坐す。大型・大出力のエネルゲン反応炉を内蔵し、スピードとパワーに加え強化複合装甲による堅牢な防御力を持ち合わせる。各種発振器と接続して動力炉として稼働することもできる。クラフトと辺境のイレギュラーを鎮圧してきており、彼と共にラグナロク作戦に加わった。
深淵なる怪嘯 テック・クラーケン（Tech Kraken）
声 - 古澤徹
イカ（クラーケン）型。一人称は「それがし」で、堅苦しい口調。かつてはネオ・アルカディア所属のミュートスレプリロイドであり、ファントムからの直接命令でネオ・アルカディア内部の内偵・反逆者の処分を担当していた。そのため、彼の存在自体が秘密とされており、ファントムの死後彼の存在を知る者がいなくなった。水中戦を得意とし、ファントムの仇であるゼロへの復讐を果たす為不本意ながらもバイルに仕える。ドリル付潜水艦をプレートにくいこませ、潜水艦に積載した爆発物を爆破させ発生させた地震でエリア・ゼロの自然破壊を狙った自爆テロを行おうとしている。
鶏眼なる賢蛇 プープラ・コカペトリ（Pupla Cocapetri）
声 - 西川幾雄
コカトリス型。荒っぽい性格で、馬鹿にされることを嫌う。電子攻撃・クラッキング用として製作されるもハッカー系サイバーエルフに職を奪われ、自分からバイルの改造を受け軍門に下る。人の住んでいない都市のシステムをバイル製のコンピュータウィルスで再び動かし、侵入者を無差別に迎撃させている。レプリロイドを一時的に完全停止させるウィルスを持つ。

#### その他のボス
サブデザート・コア（Sub Desert Core）
荒谷のキャラバン（オープニングステージ1）のボス。潜砂艦（サブデザート）最深部の制御装置。エネルギー砲や反射レーザーによる攻撃を行う。下部にあるコードをゼロナックルで千切ると、エネルギー砲の威力が弱まっていく。
カルネージ・フォース0（Callnage Force 0）
エリア・ゼロ（オープニングステージ2）のボス。 巨大メカニロイド。ミサイルとリング状のビームが主な武装だが、最も強力なのはパンチ攻撃。モチーフは『ロックマンX2』のCF-0。
ヘル・ザ・ジャイアント（Hell The Giant）
監獄のボス。イレギュラー指定を受け、牢獄に幽閉されている巨人レプリロイド。言語機能は弱め。「ゼロを倒せば牢獄から解放する」というバイルの言葉を信じ、ゼロに牙を向ける。モチーフは『ロックマンX3』のマオー・ザ・ジャイアント。
ランダム・バンダム（Randam Bandam）
大型転送基地のボス。大型転送基地のセキュリティプログラム。侵入者を察知すると、排除プログラムを発動させて体当たりや拡散弾等といった精密な攻撃を行う。モチーフは『ロックマンX』のランダバンダ。
サイボール（Cyball）
転送回線の中のボス。サイバーエルフの技術を応用して作られた転送回線の防衛プログラム。基本形は巨大な円形だが、攻撃の際には分裂する。

## 武器
主要な武器に関しては、主要武器参照。
ゼットセイバー (Z Saber)
バスターショット (Buster Shot)
ゼロナックル (Zero Knuckle)
セルヴォによって製作された武器で、ゼロの手に埋め込まれたチップが本体。手を突き出して攻撃する。間合いが短いが、真下を除く7方向に攻撃可能。敵に直接当てる（奪い取る）事でその敵の武器が使用できるようになる（奪った際に大抵の敵は破壊するが、敵によっては破壊せずに武器を奪える場合がある）。奪った武器はその場で振り下ろす「セイバー」、特殊な弾丸を発射する「バスター」、目前に突き出す「ロッド」、前方に展開して攻撃を防ぐ「シールド」、放物上に投げる「ボム」の5種に分類される。奪った武器は一部を除き、回数制限がある。また不要となった武器は放物線状に投げ出し、これにも攻撃判定がある。他に特定の物体（植物など）や一部のボスを引っ張る事ができる。EXスキルはなし。
チャージ攻撃はゼットセイバーのチャージ攻撃と同じ威力を持つが、攻撃範囲は狭い。
尚、全ての武器を使うと、「ウエポンマスター」の称号でクリアできる。

## サイバーエルフ
今までは複数存在していて一度使うと死んでしまう形であったが、本作では1体に複数の能力をコピーして使用すると言うシステムになっている。個々の能力にはレベルというものが設定されていて、エネルゲン水晶を与えることでレベルを上げることができ、自由にレベルの数値を設定することで使う能力を選ぶことができる。ただし個々の能力のレベルの合計はキャパシティーを超えると、ステージクリア時のリザルトで減点されてしまう。キャパシティーはアインヘルヤル八闘士を1体倒すごとに1つ上がっていく。
ただし、リザルト減点の概念があるのはノーマルのみで、ハードではそもそもサイバーエルフ自体を使用できない。

### 名前による能力の変動
初めてサイバーエルフを渡された際に、アルエットからエルフの名前をどうするか聞かれ、そこで決めずに他のメンバーに相談すると別の名前をつけることが出来る。実は名前によって僅かながら下記のような性能ボーナスが加わる。名前は一度決定するとその周回のゲームファイルでは変更できないが、エンディングを迎えてファイルが次の周になれば命名しなおす事が可能である。
クロワール（Croile）
名付け親はアルエット。意味は「信頼」。ナースLv1、6のライフをばら撒く時間が5秒短縮される。
シャリテ（Charite）
名付け親はシエル。意味は「博愛」。アニマルLv3、4、5の攻撃力が1増加される。
ヴァリアブル（Variable）
名付け親はルージュ。意味は「変数」。アニマルLv5の攻撃力が2増加される。
プログレス（Progress）
名付け親はセルヴォ。意味は「進化」。アニマルLv4の攻撃力が2増加される。
ヌーヴェル（Nouvelle）
名付け親はイロンデル。意味は仏語で「ニュース」。ハッカーLv2の斬り上げの攻撃力が3増加される。
ルクリュ（Reclus）
名付け親はフォコン。アニマルLv3の攻撃力が2増加される。

## EXスキル
ゼロ4にはエレメントチップは存在しない。したがって、各EXスキルの属性が固定されている。習得条件が変更されており、「ボスに優位な天候」で戦って勝つと習得する（ハード及びイージーでは習得できない）。

### ゼットセイバー
ブライトツ（武雷突）：ペガソルタ・エクレールから入手
ダッシュ斬りが最大3ヒットする電撃を伴ったダッシュ突きに変化。
セイバーが壁や坂などの地形に触れると、触れた地点から上下（前後）へ壁を這って進む電撃球が1発ずつ発生。
ヒョウゲツジン（氷月刃）：フェンリー・ルナエッジから入手
地上にいる時に↓を押しながら攻撃ボタンで、地を這って進む氷の衝撃波を飛ばす。
ツイバンゲキ（墜盤撃）：ノービル・マンドラゴから入手
空中で↓を押しながら攻撃ボタンで、セイバーを下に突き出しつつ落下攻撃。
さらに、着地時に左右へ岩の破片を飛ばす。
ショウエンガ（昇焰牙）：ヒート・ゲンブレム から入手
地上にいる時に↑を押しながら攻撃ボタンで、飛び上がりつつセイバーで炎を伴った斬り上げ攻撃。
ハッカー系エルフ（LV2）を装備すると、ゼットセイバー3連撃の後に間を空けず繋げる事ができる。

### バスターショット
バーニングショット (Burning Shot) ：ソル・ティータニャンから入手
炎属性。敵か地形に着弾すると6方向へ分裂する炎の弾を発射。
トラクターショット (Tractor Shot) ：ミノ・マグナクスから入手
雷属性。チャージ中、バスターショットの先に電撃球を発生させ続け、敵の撃つ黄色のエネルギー弾を吸い込む事でパワーアップさせる。ショットボタンを離す（またはのけぞる）と電撃球を発射。発射前の電撃弾にも攻撃判定があり、前方の防御、零距離で直接敵に当てる近距離武器としても使える。特に最大レベルまで蓄積されると、ボス戦でも有効。
アイスジャベリン (Ice Javelin) ：テック・クラーケンから入手
氷属性。撃った座標に氷のエネルギー球を発生、そこから前方に太い氷の槍を射出する。槍は動きが遅いため、制止している、巨体であるなど当てやすい敵でないと使うのはシビア。発射後の球体にも攻撃判定があり、零距離敵で発射して球体、槍を重ねるとかなりのダメージを期待できる。
タイムストッパー (Time Stopper) ：プープラ・コカペトリから入手
無属性。ショットが一定距離を進むか、着弾すると長方形の電磁フィールドを展開。その範囲内に入った特定の敵の動きを止め、ダメージを与える。威力は若干弱めだが、他の武器に切り替えて（発動中はバスターが使用できない）、敵の反撃の心配なく攻撃できる。

## チップカスタム
本作では、シナリオが進むにつれチップが強制的に手に入るのではなく、ザコ敵などからパーツを入手してパワーアップチップを作る。前作と同様ヘッド、ボディ、フットの3局部をカスタマイズでき、ボディの開発にはパーツとは別に「セラミカルチタン」という特殊合金が必要。チップの他に特定の組み合わせでキーアイテム「Sクリスタル」を生成でき、チップ・Sクリスタル開発の条件に至らない組み合わせでは「ガラクタ」が作られる。
なおガラクタのヘッド・ボディ・フットを装備し、エルフのレベルを0に引き下げると、ゼロのステータスに変化が現れる。攻撃力が2倍となり、通常の3段斬りだけでもボスにも対応できる威力を持つが、反面防御力が半分に劣化、ナックルで入手した武器など、一部の攻撃も威力が変化しない。

## 用語
エリア・ゼロ
かつてのイレギュラー戦争時にスペースコロニー「ユーラシア」が墜落・衝突した場所。現在もエリア・ゼロの中心部には落下したシリンダー型コロニーの残骸が突き刺さっている。一般的にはコロニー衝突による甚大な被害によって不毛な地となっているとされ、荒廃しきった世界の中でも特に踏み込まざる場所とされていた。だが実は、コロニーに搭載されていた環境維持装置が破損することなく残っていたことと、人間が侵入しなかったことによりコロニー残骸を中心に自然環境が回復し、ネオ・アルカディア外部では唯一人間が生存できる地域となっていた。
アインヘルヤル八闘士
英語名は「Einherjar Eight Warriors（アインヘルヤル エイト ウォリアーズ）」。エリア・ゼロ殲滅を目的としたラグナロク作戦に招集された地上攻撃部隊。アインヘルヤルとは北欧神話における「神の元に集まった戦士」という意味。指揮官はクラフトであり、メンバー内にはバイル製ではないレプリロイドも数多く存在している。
前作のバイル八審官とは、バイルに忠誠を誓っているわけではなく、各々の事情や利害によって行動しているという点で大きく異なる。また、八審官はバイルの直接命令で行動していたのに対し、ラグナロク作戦ではクラフトに相当の自由度を持って作戦を遂行させている。
ラグナロク作戦
バイルが計画した、エリア・ゼロの殲滅を含めたネオ・アルカディア外界の自然環境の破壊作戦。ラグナロクとは北欧神話における世界の終末のことを指す。
上記のように作戦の実行はアインヘルヤル八闘士が行っており、当初はクラフト率いる8部隊による同時破壊作戦が決行されていた。しかし、その真の目的は宇宙に浮かぶ衛星砲台ラグナロクによる地上への無差別攻撃であり、八闘士の作戦は衛星が使用可能になるまで存在を感知されないための時間稼ぎだった。
衛星砲台ラグナロクの主砲は連射こそ出来ないが、衛星軌道からの一射でネオ・アルカディアの中枢区を破壊する出力を誇る。地上から転送装置の座標を合わせるのも困難で、転送回線にもプロテクトをかけられる。制御室に潜入したクラフトの手で外部コントロールを絶たれ、クラフトの反応を基にして座標を割り出したレジスタンスによってゼロが内部へ転送された結果、2人の戦いの末に主砲が起動不能となる。これにより機能が停止したと思われたが、砲撃を受けても「死ねなかった」バイルがラグナロク本体をかつてのユーラシアと同様にエリア・ゼロに衝突させる作戦へと切り替えることでなおも野望実現を目論んだ。

## サウンドトラック
REMASTERED TRACKS ROCKMAN ZERO Physis（リマスタートラック ロックマンゼロ・ピュシス）は作中で使用されていたBGMのアレンジや、ドラマパート、シエルの声優の田中理恵によるイメージソングの『Freesia』を収録したサウンドトラック。収録されているドラマにはゲームと同じ声優が扱われている。